# Guy Boley
Pour les articles homonymes, voir Boley.
Œuvres principales
Fils du feu (2016)
Guy Boley, né le  30 décembre 1952 à Besançon, est un écrivain français.

## Biographie
Guy Boley naît et grandit dans le quartier des Chaprais à Besançon au sein d'une famille ouvrière bisontine. Il a pratiqué de nombreux métiers manuels – ouvrier, maçon mais aussi garde du corps ou chauffeur – et artistiques – saltimbanque, acrobate, funambule (il collabore avec Michel Menin), directeur de cirque et cascadeur –, avant de se consacrer à l'écriture tout d'abord comme dramaturge pour le spectacle vivant avec une centaine de pièces de théâtre et de danse,.
Il publie son premier roman en 2016 – à 64 ans, après trente ans de refus d'éditeurs, puis la découverte de la littérature de Pierre Michon qui transformera son approche de l'écriture –, avec Fils du feu qui reçoit un très bon accueil critique, et de nombreux prix littéraires. Il est remarqué notamment pour son « ton singulier » et son « écriture poétique ». De même pour son deuxième roman Quand Dieu boxait en amateur (2018) – consacré à son père, René Boley, forgeron bisontin et boxeur amateur,, – qui est retenu dans la première sélection du prix Goncourt 2018. Ces deux romans constituent les deux premiers volets d'une trilogie consacrée à ses origines et au monde prolétaire disparu. 
Il vit à Mesmay dans le Doubs.

## Œuvre
- Brèves de Comtois avec Yves Perton, éditions Castor et Pollux / éditions Dartagnan, 2000  (ISBN 978-2912756381)
- Fils du feu, éditions Grasset, 2016  (ISBN 9782246862116) — Prix Françoise-Sagan, grand prix SGDL du premier roman[11], prix littéraire Georges-Brassens et prix Alain-Fournier en 2016[6] ; prix littéraire Québec-France Marie-Claire-Blais en 2018[6].
- Quand Dieu boxait en amateur, éditions Grasset, 2018  (ISBN 9782246818168) — Prix Sport Scriptum 2018 qui récompense le meilleur ouvrage de l'année consacré au sport, remis par l'Union des journalistes de sport en France et la FDJ[12] ; prix Mottart de l’Académie française 2019
- Funambule majuscule – Lettre à Pierre Michon suivie de Réponse de Pierre Michon, éditions Grasset, 2021  (ISBN 9782246825609)
- À ma sœur et unique, éditions Grasset, 2023  (ISBN 978-2-246-83533-2) - Prix des Deux Magots 2023